# Park Joo-ho
Park Joo-Ho (Seul, 16 de janeiro de 1987) é um futebolista sul-coreano que atua como lateral esquerdo. Atualmente defende o Suwon.

## Carreira
Park Joo-Ho representou a Seleção Sul-Coreana de Futebol na Copa da Ásia de 2015 e na Copa do Mundo de 2014.

## Títulos
Borussia Dortmund
- Copa da Alemanha: 2016-17